# البحث عن وظيفة
البحث عن وظيفة أو البحث عن عمل هو محاولة العثور على فرصة عمل، إما بسبب البطالة أو نقص العمالة أو عدم الرضا عن الوظيفة الحالية أو الرغبة في منصب أفضل. عادة ما يكون الهدف المباشر للبحث عن عمل هو الحصول على مقابلة عمل مع صاحب العمل مما قد يؤدي إلى الحصول على وظيفة. عادة يبدأ الباحثون عن عمل بتحديد الوظائف الشاغرة أو فرص العمل التي تتناسب مع مهاراتهم ومؤهلاتهم وأهدافهم المهنية.
اعتبارًا من عام 2010، تم شغل أقل من 10٪ من الوظائف الأمريكية من خلال الإعلانات عبر الإنترنت.

## التواصل
يعد الاتصال بأكبر عدد ممكن من الأشخاص طريقة فعالة للغاية للعثور على وظيفة. ويقدر أن 50٪ أو أعلى من جميع الوظائف يتم العثور عليها من خلال التواصل.
يستخدم موظفو التوظيف وصناع القرار بشكل متزايد مواقع الشبكات الاجتماعية عبر الإنترنت لجمع معلومات حول المتقدمين للوظائف ، وفقًا لمسح أجرته شركة Jobvite في منتصف عام 2011 شمل 800 صاحب عمل في الولايات المتحدة. وبالمثل ، بدأ الباحثون عن عمل في استخدام مواقع الشبكات الاجتماعية للإعلان عن مهاراتهم ونشر السير الذاتية. اليوم ، يمكن للباحثين عن عمل استخدام مصادر ، و FacebookOut ، و LinkedIn ، وقوائم Twitter لجذب اهتمام اصحاب العمل. في عام 2014 ، أدت شبكات التواصل الاجتماعي هذه إلى حصول شخص واحد على وظيفة من بين كل 6 اشخاص باحثين عن عمل.
تشير دراسة أجرتها شركة Microsoft إلى أن الباحثين عن عمل يحتاجون إلى البدء في إيلاء المزيد من الاهتمام لما يريده أصحاب العمل والموظفون في عملية جمع المعلومات قبل المقابلة وأن يكونوا قادرين على تقديم تلك الجوانب التي تختلف بشكل أساسي عن مؤهلاتهم في السيرة الذاتية ، والمحددة لـ بنية الثقافة التنظيمية الاستراتيجية.

## اقتصاديات
يستخدم الاقتصاديون مصطلح «البطالة الاحتكاكية» أي البطالة الناتجة عن الوقت والجهد الضائع في البحث عن وظيفة مناسبة. هذا النوع من البطالة موجود دائمًا في الاقتصاد. نظرية البحث هي النظرية الاقتصادية التي تدرس القرار الأمثل لمقدار الوقت والجهد الضائع في البحث .